# Hydrellia osorno
Hydrellia osorno är en tvåvingeart som beskrevs av Cresson 1931. Hydrellia osorno ingår i släktet Hydrellia och familjen vattenflugor. Inga underarter finns listade i Catalogue of Life.